# Bois-l'Évêque
Bois-l'Évêque is een gemeente in het Franse departement Seine-Maritime (regio Normandië) en telt 495 inwoners (2004). De plaats maakt deel uit van het arrondissement Rouen.

## Geografie
De oppervlakte van Bois-l'Évêque bedraagt 7,3 km², de bevolkingsdichtheid is 67,8 inwoners per km².
De onderstaande kaart toont de ligging van Bois-l'Évêque met de belangrijkste infrastructuur en aangrenzende gemeenten.

## Demografie
Onderstaande figuur toont het verloop van het inwonertal (bron: INSEE-tellingen).